# Scream Comics
Scream Comics – wydawnictwo komiksowe z siedzibą w Łodzi, założone w 2014 roku. Specjalizuje się w komiksie europejskim, głównie francuskim i belgijskim. Z czasem rozbudowało ofertę o komiksy amerykańskie, głównie z wydawnictwa Dark Horse Comics.

## Wydane pozycje[1]

### Tytuły autorstwaAlejandro Jodorowskyego
- Anibal 5 (rys. Georges Bess)
- Borgia (rys. Milo Manara)
- Anielskie szpony (rys. Jean Giraud)
- Biały Lama (rys. Georges Bess)
- Broń Metabarona (rys. Zoran Janjetov, Travis Charest)
- Bouncer (rys. François Boucq)
- Diosamante (rys. Jean-Claude Gal)
- Incalverse:
  - Castaka (rys. Das Pastoras)
  - Final Incal oraz Po Incalu (rys. José O. Ladrönn, Jean Giraud)
  - Incal (rys. Jean Giraud)
  - Kasta Metabaronów (rys. Juan Giménez)
  - Kill Psi Łeb (scen. Brandon Thomas, rys. Pete Woods)
  - Megalex (rys. Fred Beltran)
  - Metabaron (scen. Jerry Frissen, rys. Valentin Sécher)
  - Przed Incalem (rys. Zoran Janjetov)
  - Saga Alandora (rys. Georges Bess)
  - Scream Planet (rys. różni)
  - Simak (scen. Jerry Frissen, rys. Jean-Michel Ponzio)
  - Straszny papież (rys. Theo Caneschi)
  - Technokapłani (rys. Zoran Janjetov)
- Juan Solo (rys. Georges Bess)
- Królewska Krew (rys. Dongzi Liu)
- Legenda Białego Lamy (rys. Georges Bess)
- Saga Alandora (rys. Silvio Cadelo)
- Showman Killer (rys. Nicolas Fructus)
- Synowie El Topo (rys. José O. Ladrönn)
- Szalona z Sacre Coeur (rys. Jean Giraud)

### Tytuły autorstwaMilo Manary
- Giuseppe Bergman:
  - Afrykańskie przygody
  - Mitologiczne przygody
  - Orientalne przygody
  - Weneckie przygody
- Guliweriana
- Jutro apokalipsa
- Kamasutra
- Kobiety – Artbook
- Malarz i Modelka
- Manara: Kobiety. Pasja
- Małpi Król (scen. Silverio Pisu)
- Oczy Pandory (scen. Vincenzo Cerami)
- Odyseje inicjacyjne (scen. Alfredo Castelli)
- Prywatna projekcja
- Uwodzicielskie Chimery
- Złoty Osioł

### Komiksy amerykańskie
- Uniwersum Alien vs. Predator:
  - Aliens vs. Predator vs. Terminator
  - Fire and Stone
  - Life and Death
  - Predator vs. Judge Dredd vs. Aliens: Dziel i plącz
- Lady Mechanika
- Obcy
  - 5th Scream Anniversary Edition:
    - Apokalipsa / Ksenogeneza
    - Kolonialni marines / Żniwiarze
    - Pieśń włóczni / Twierdza
    - Uprowadzeni / Spustoszenie
    - Zagłada / Buntownik

  - Alien: Oryginalny scenariusz
  - Alien 3: Niezrealizowany scenariusz
  - Aliens Classic Black and White
  - Bunt
  - Dead Orbit
  - Labirynt
  - Opór
  - Ratunek
  - Z prochu w proch
  - Zbawienie / Ofiarowanie
- Predator:
  - 5th Scream Anniversary Edition:
    - Gruba zwierzyna / Wojna ras
    - Ksenogeneza / Piekielny wędrowiec
    - Pierwotny gniew / Świadkowie
    - Zła krew / Bratnie dusze

  - Łowcy
  - Łowcy II
  - Łowcy III
- Blackwood
- Channel Zero
- Kabuki
- Lady Killer
- Seria The Original Comics Series:
  - Aliens Vol 1: 30th Anniversary Edition
  - Aliens Vol 2: Koszmarny Azyl i Wojna o Ziemię
  - Aliens vs. Predator: 30th Anniversary Edition
  - Aliens vs. Predator: Wojna i Wojna Trzech Światów
  - Predator: Betonowa Dżungla i inne historie
  - Terminator: Nawałnica i Jednym Strzałem
- Spell on Wheels
- Przygody Superhero Girl
- Terminator
  - 2029-1984
  - Cele Drugorzędne / Wróg wewnętrzny
  - Gra Końcowa / Dolina Śmierci
  - Płonąca ziemia
  - Sector War
- Tomb Raider: 
  - Krucjata ocalonej
  - Piekło
  - Tomb Raider – Archiwa
  - Wybór i poświęcenie
  - Zarodnik

### Komiksy brazylijskie
- Mermaid Project

### Komiksy frankofońskie
- Ayrton Senna. Historia pewnego mitu
- A. Rodinː Portret intymny
- Badlands
- Black Beard
- Brindille
- Bunkier
- Ciało i dusza
- Chateaux Bordeaux
- Cockpit Collection:
  - 24-Godzinny Le Mans – 1964-1967: Pojedynek Forda Z Ferrari
  - Angel Wings
  - Bomb Road
  - Edelweiss
  - First Moon
  - Misty Mission
  - Książę Nocy
  - Ponad Chmurami
  - Pin Up Wings
- Czerwony Baron
- Dampierre
- Dekalog
- Dinozaury w komiksie
- Dżihad
- Dżinn
- FC Barcelona
- Giacomo C.
- Golden Dogs
- Horror Classic by Georges Bess:
  - Dracula
  - Frankenstein
- Ja, Smok
- Jak zbić fortunę w czerwcu ’40
- Krew Tchórzy
- Kroniki Wszechświata
- Kroniki Under Yorku
- Krucjaty
- Lady Spitfire
- Leo Roa
- Love:
  - Tygrys
  - Dinozaury
- Love me please: Historia Janis Joplin
- Machiny wojny:
  - Dream Team
  - Gwiazda Kurska
  - KRIEGSmachine
  - Ta maszyna zabija faszystów
- Młodzi geniusze:
  - Młody Leonardo
  - Młody Mozart
- Wika i gniew Oberona
- Modigliani, książę Bohemy
- Monika
- Mroczne miasta
- Niedźwiedzi Kieł
- Nestor Burma
- Ocalała
- Odkrywczynie: Losy 20 kobiet, które poświęciły się nauce
- Oni tworzyli historię:
  - Cezar
  - Czyngis-chan
  - Kleopatra
  - Napoleon
- Ostatni sekret Hitlera
- Owady w komiksie
- Ptaki w komiksie
- Red Skin
- Rêveurs de mondes:
  - Phil. Życie Philipa K. Dicka
- Rozbitkowie czasu
- Sanktuarium
- Segmenty
- Serce Amazonek
- Signé:
  - Historia bez bohatera. Dwadzieścia lat później
  - Łabędzi śpiew
  - Małe pożegnanie
  - Sykes
  - Terror
  - Tulipanek
  - Żona magika
- Skrzydlate legendy:
  - Spitfire
- Syndrom Abla
- Świat Edeny
- The Dream
- Trzecie oko
- Wędrówka przez Morze Czerwone
- Ścieżki Pana
- Wielkie Bitwy Morskie:
- Akcjum
  - Bismarck
  - Cuszima
  - Gravelines. Niezwyciężona Armada
  - Jutlandia
  - Midway
  - Trafalgar
- U-47: Byk ze Scapa Flow / Ocalały
- Wika i gniew Oberona
- Złoto i krew
- Żyjąca śmierć
- Zagadki Lei

### Komiksy niemieckie
- Malcolm Max

### Komiksy polskie
- Ludwisia Dowcipnisia: Cała ja

### Komiksy włoskie
- Fanfulla
- Guido Crepax – Archiwa
- Liberatore: Kobiety. Artbook
- Serpieri West:
  - Artbook
  - Kolory Dzikiego Zachodu
  - Kobiety Dzikiego Zachodu
  - Kolejna granica
  - Legendy Dzikiego Zachodu
  - Ludzie z Pogranicza

### Komiksy francuskie
- Requiem Rycerz Wampir
  - Tomy 1–2: „Odrodzenie / Danse Macabre”
  - Tomy 3–4: „Dracula / Bal Wampirów”
  - Tomy 5–6: „Atak Smoków / Klub Ognia Piekielnego”
  - Tomy 7–8: „Klasztor Sióstr Krwi / Królowa Dusz Zmarłych”